# Scopula innominata
Scopula innominata là một loài bướm đêm trong họ Geometridae.